# Pirascca suapure
Pirascca suapure is een vlindersoort uit de familie van de prachtvlinders (Riodinidae), onderfamilie Riodininae.
Pirascca suapure werd in 1906 beschreven door Weeks.